# Gesellschaft für Christlich-Jüdische Zusammenarbeit Kassel
Die Kasseler Gesellschaft für Christlich-Jüdische Zusammenarbeit (CJZ Kassel) wurde 1953 in Kassel ins Leben gerufen. 
Sie wurde von Personen wie Paul Brandstetter, Wolfgang Hallwachs, Hermann Schafft und Julius Schuster gegründet. 
Die Erfahrung des Zweiten Weltkrieges und die Kenntnis des Genozids an den europäischen Juden waren Grund und Motiv für die Initiative, die Gesellschaft zu gründen. 
Die Aufgabe der Gesellschaft ist es, das Verhältnis zwischen Christen und Juden zu verbessern, sowie die historischen Belastungen bezüglich des Holocaust aufzuarbeiten. Die Gesellschaft ist Mitglied im Deutschen Koordinierungsrat der Gesellschaften für Christlich-Jüdische Zusammenarbeit (DKR). 